# Blissenobiarella
Blissenobiarella, cunoscută pe scurt ca Bliss, este un personaj fictiv din Seria Fundația de Isaac Asimov. Ea este de pe planeta Gaia și apare în nuvelele Marginea Fundației și Fundația și Pământul.

## Personajul
Bliss este mai întâi introdusă în Marginea Fundației pentru a-i escorta pe doi cetățeni ai Fundației, Golan Trevize și Janov Pelorat, în timp ce sunt primiți pe planeta Gaia. Bliss, precum toți Gaianii, are o enormă afinitate pentru viață și nu suportă să vadă nicio formă de viață distrusă. Ea este privită pentru multă vreme cu neîncredere de Trevize, în timp ce partenerul său, Pelorat, este fascinat rapid și cei doi devin amanți.
În special în Fundația și Pământul, Bliss servește parțial drept cale de a exploata narațiunea, pentru că ea și Trevize se angajează în dese discuții în contradictoriu. Bliss se comportă ca o susținătoare a Gaiei/Galaxiei, în timp ce Trevize, încă nedeplin convins de justețea deciziei pe care o va lua în Marginea Fundației, pledează pentru individualitate. Fiind atât individ unic, cât și extensie a minții colective a Gaiei, Bliss este extrem de inteligentă și poate să susțină cu ușurință orice discuție în contradictoriu cu Trevize, în ciuda aptitudinilor de politician ale acestuia.
În Fundația și Pământul, Bliss părăsește Gaia împreună cu cei doi bărbați, cu scopul de a-i ajuta în călătoria lor în căutarea Pământului. Deoarece Bliss este Gaiană, ea posedă puteri mentale considerabile, care sunt adesea utilizate în Fundația și Pământul pentru a-și salva companionii din situațiile riscante întâlnite în drumul lor. Ea își folosește puterile empatice și telepatice ca să facă față creaturilor periculoase, câini, roboți sau oameni. În plus, ea își demonstrează și abilitățile psihochinetice, precum puterea de a-i curăța pe alții de organisme cauzatoare de boli. La apogeul nuvelei Fundația și Pământul, ea, ca avatar al Gaiei, este martoră la explicația prin care Trevize rezumă de ce a decis în favoarea Galaxiei ca cea mai bună cale de supraviețuire a umanității în viitor.